# Gammel Holtegaard
Gammel Holtegaard er et tidligere landsted i Gammel Holte. Stedet blev skabt af arkitekten Lauritz de Thurah, som bl.a. tegnede Vor Frelser Kirkes spir og Eremitageslottet. Indtil 27. oktober 2024 rummede bygningen et udstillingssted for kunst  samt Vedbækfundene.
Thurah lod, efter købet i 1755, den oprindelige fæstegård nedrive og lod anlægge en fransk inspireret barokhave med symmetrisk beplantning af frugttræer, blomstrende planter og buegange alt sammen omkranset af lindetræer, som stadigvæk eksisterer. Også et par ejendommelige bøgetræer med fligede blader stammer fra Thurahs tid. Selve barokhaven er gået til grunde, men er genskabt efter de gamle tegninger og blev i 2003 genåbnet for offentligheden.
Hvor den oprindelige gård havde ølbryggeri og salg af brændevin og tobak, fik Thurah kongeligt privilegium til at drive kro, og havde tillige anlagt en landejendom med driftsbygninger. Thurah fik i 1756 fremstillet de to klokker til tårnet, hvor de stadigvæk hænger og – sammen med det originale urværk – forkynder tidens gang. 
Thurah selv fulgte dog ikke længe tidens gang. Allerede fire år efter forlod han 1759 denne verden, 53 år gammel.
Etatsråd H.N. Andersen ejede Gl. Holtegaard en tid og restaurerede bygningen. Stedet skiftede ejer mange gange, førend Søllerød Kommune i 1976 overtog og restaurerede bygningerne og indrettede hovedbygningen til at rumme skiftende kunstudstillinger-

## Ejere af Gammel Holtegaard
- 1697 Første selvejer J.B. Clodi
- 1719-1724 Overjæger W.B. Clodi
- 1724-1735 Højesteretsassessor Rasmus Rasmussen
- 1735-1742 Karen Soelgaard
- 1742-1755 Hofmaler Johan Jørgen Lassen
- 1755-1760 Generalbygmester Lauritz de Thurah
- 1760 Greve Christian Ditlev Reventlow
- 1760-1776 Sekretær Johan Eilitz
- 1776-1794 Jernværksejer Jacob Schnell
- 1794-1799 Kammerråd Adam Gottlob Wiihm
- 1799-1807 Kammerjunker Knud Frederik Juel
- 1807-1808 Johannes Mehldahl
- 1808-1816 Mægler J.C.F. Gandil
- 1816-1830 Ritmester Ernst David Recke
- 1830-1834 Propr. Johannes Jung
- 1834-1845 Louise Augusta Jung
- 1845-1855 Brændevinsbrænder Carl Philip Holm
- 1855-1866 Kaptajn Frantz Peter Hagen
- 1866-1872 Greve Frederik Gottschalck Knuth
- 1872-1882 Justitsråd Lars Trolle
- 1882-1900 Brygger Erhard Kogsbølle
- 1900-1911 Etatsråd, direktør H.N. Andersen
- 1911-1943 Grosserer Axel S. Dahl
- 1943-1947 Grosserer Holger Schrøder
- 1947-1950 Grosserer Asger Schmidt
- 1950-1973 Handelsgartner N.J.H. Suhr
- 1973-1976 Søllerød Golfklub
- 1976-1993 Søllerød Kommune
- 1993-nu Gl. Holtegaard-Breda Fonden